# Движения за независимость в Южной Италии
Существуют различные региональные движения за независимость  Южной Италии, охватывающих весь политический спектр от социализма до монархизма династии Бурбонов.
С момента падения Римской империи, в Южной Италии часто происходили процессы отличные от событий в Северной Италии. Как результат, это породило местные особенности культуры и идентичности, которые сохраняются и по сей день. После того как Королевство Италия получило контроль над Югом в 1861, а также остальной Италией за исключением современных регионов Венеция, Фриули — Венеция-Джулия и Трентино — Альто-Адидже/Зюдтироль, которые были аннексированы позже, прошло много лет прежде чем Сопротивление сошло на нет и центральная власть укоренилась. Во время Второй мировой войны были свежие попытки сицилийцев добиться независимости. Политические группы продолжают выступать за бо́льшую автономию, а иногда даже за независимость для южной Италии.
Тем не менее, требование автономии или независимости (за исключением острова Сардиния, который часто включают в состав Южной Италии), на Юге в настоящее время слабее, чем на Севере.

## Исторические предпосылки
После распада Западной Римской Империи в 476, Италия и Сицилия попали под контроль наступающих германских захватчиков, таких как остготы, лангобарды и франки. Тем не менее, Восточная Римская Империя по-прежнему сохраняла прочные связи с Венецией, югом Италии и Сицилией. Долгий период времени южные территории находились под византийским контролем. С последовавшей экспансией ислама, Сицилия (как и Испания) была постепенно покорена арабами с середины 9-го до середины 10-го века.
В 11 веке норманны вторглись и взяли под свой контроль южную Италию, захватили Мессину в 1061 году, и после длительных маневров и спорадических боёв взяли Сиракузы в 1086 году. Норманны восприняли утонченную ориентальную культуру острова, который в это время был самой богатым уголком Европы и основным каналом для проникновения передовых восточных знаний и идеи в Западную Европу. Различные династические изменения произошли в последующие века, так Сицилия и Неаполь отошли под контроль швабской династии Гогенштауфенов, а затем французской Анжуйской Династии. В 1282 году Педро III Арагонский, зять последнего короля династии Гогенштауфенов, получил контроль над Сицилией, но Анжуйцы сохранили контроль над Неаполитанским королевством.
В 1442 году король Альфонсо V Великодушный объединил Королевство Сицилия и Неаполитанское королевство в Королевство обеих Сицилий. На протяжении большей части своего существования, Королевство Обеих Сицилий управлялось Арагонской династией, затем Испанией, или находилось в зависимости от Испании. В 1713 году Испания и Королевство Обеих Сицилий перешли к Филиппу V, который основал испанскую ветвь Дома Бурбонов. Помимо короткого периода Наполеоновского правления между 1805 и 1815, королевство управлялось Бурбонами до 1861 года, когда оно было присоединено к Королевству Италии после успеха Экспедиции Тысячи во главе с Джузеппе Гарибальди. В результате сочетания красочной истории и географии, Сицилия имеет свои отличительные особенности. По сравнению с другими регионами Италии, культурное сходство с греками, испанцами и народами восточного Средиземноморья более очевидно. В отличие от большей части других регионов Италии, сицилийская кухня имеет сильные греческое, арабское и испанское влияния и является типичным образцом средиземноморской диеты.

### Языки
За исключением сардинского, большинство языков на которых традиционно говорят на юге Италии, группируются как диалекты неаполитанского и сицилийского языков. Как и галло-романские языки, на которых говорят на севере, эти диалекты отличаются от стандартного итальянского, хотя неаполитанские варианты схожи с центральной языковой группой, включающей в себя тосканский диалект, на котором базируется стандартный итальянский язык. Сицилийский имеет сильный выраженный греко-арабский субстрат, привнёсший много различных звуков и особенностей, не характерных для итальянского языка.